# Villaconejos de Trabaque
Villaconejos de Trabaque ist ein Ort und eine zentralspanische Gemeinde (municipio) mit nur noch 325 Einwohnern (Stand: 2024) im Norden der Provinz Cuenca in der Autonomen Region Kastilien-La Mancha. Villaconejos de Trabaque gehört zur Kulturlandschaft der Alcarria und der von einem anhaltenden Bevölkerungsschwund betroffenen Serranía Celtibérica.

## Lage und Klima
Villaconejos de Trabaque liegt auf der Westseite des Iberischen Gebirges in einer Höhe von ca. 840 m. Die Provinzhauptstadt Cuenca befindet sich gut 50 km (Fahrtstrecke) südsüdöstlich. Das Klima im Winter ist gemäßigt, im Sommer dagegen warm bis heiß; die eher geringen Niederschlagsmengen (ca. 615 mm/Jahr) fallen – mit Ausnahme der nahezu regenlosen Sommermonate – verteilt übers ganze Jahr.

## Bevölkerungsentwicklung
| Jahr      | 1970 | 1981 | 1991 | 2001 | 2011 | 2021 |
| Einwohner | 623  | 557  | 580  | 493  | 442  | 333  |

Aufgrund der Mechanisierung der Landwirtschaft, der Aufgabe bäuerlicher Kleinbetriebe und des daraus resultierenden Verlusts von Arbeitsplätzen auf dem Lande ist die Einwohnerzahl der Gemeinde seit der Mitte des 20. Jahrhunderts stark rückläufig (Landflucht).

## Sehenswürdigkeiten
- Johannes-der-Täufer-Kirche
- Kapelle der Unbefleckten Empfängnis

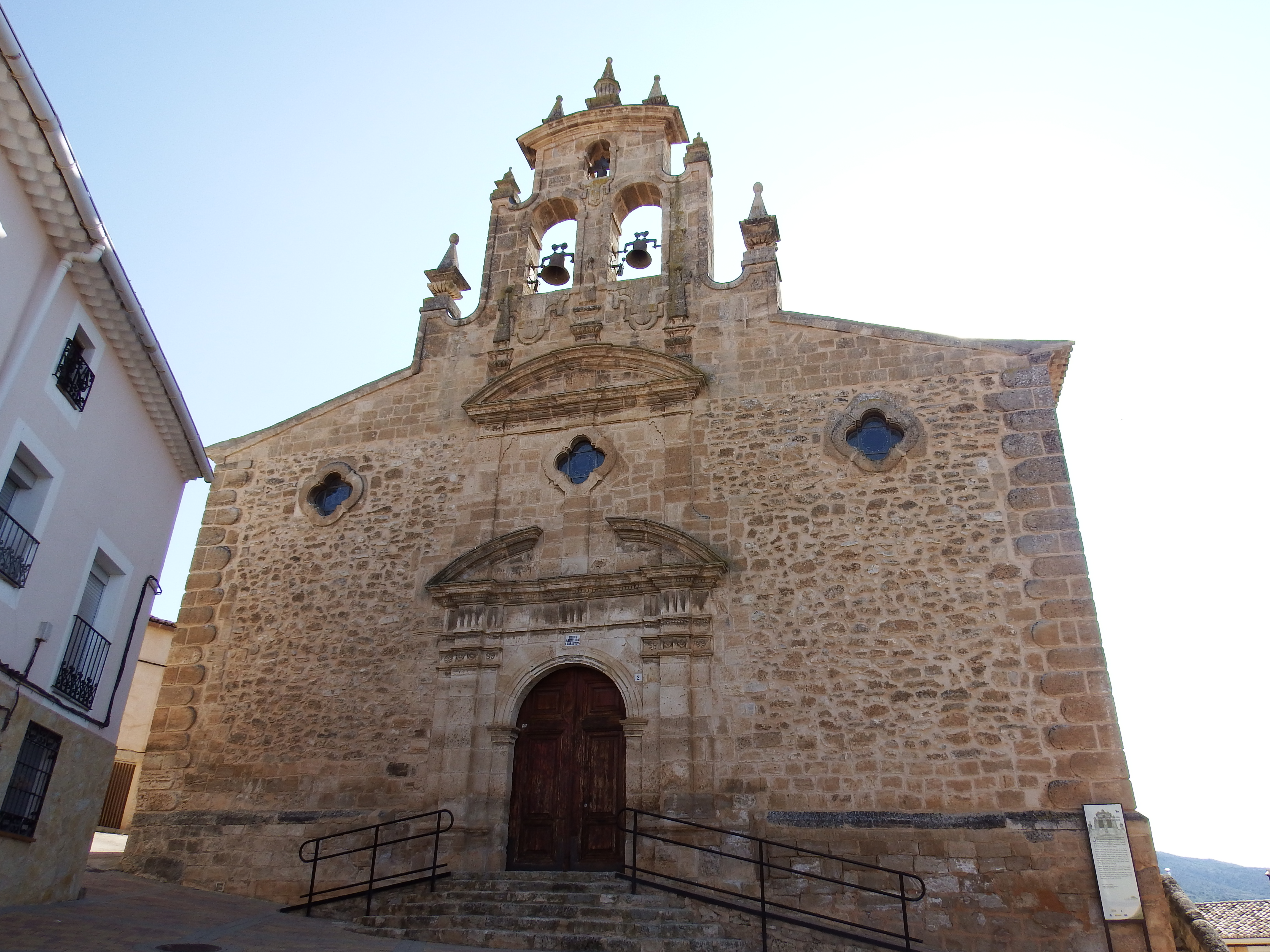
Johannes-der-Täufer-Kirche
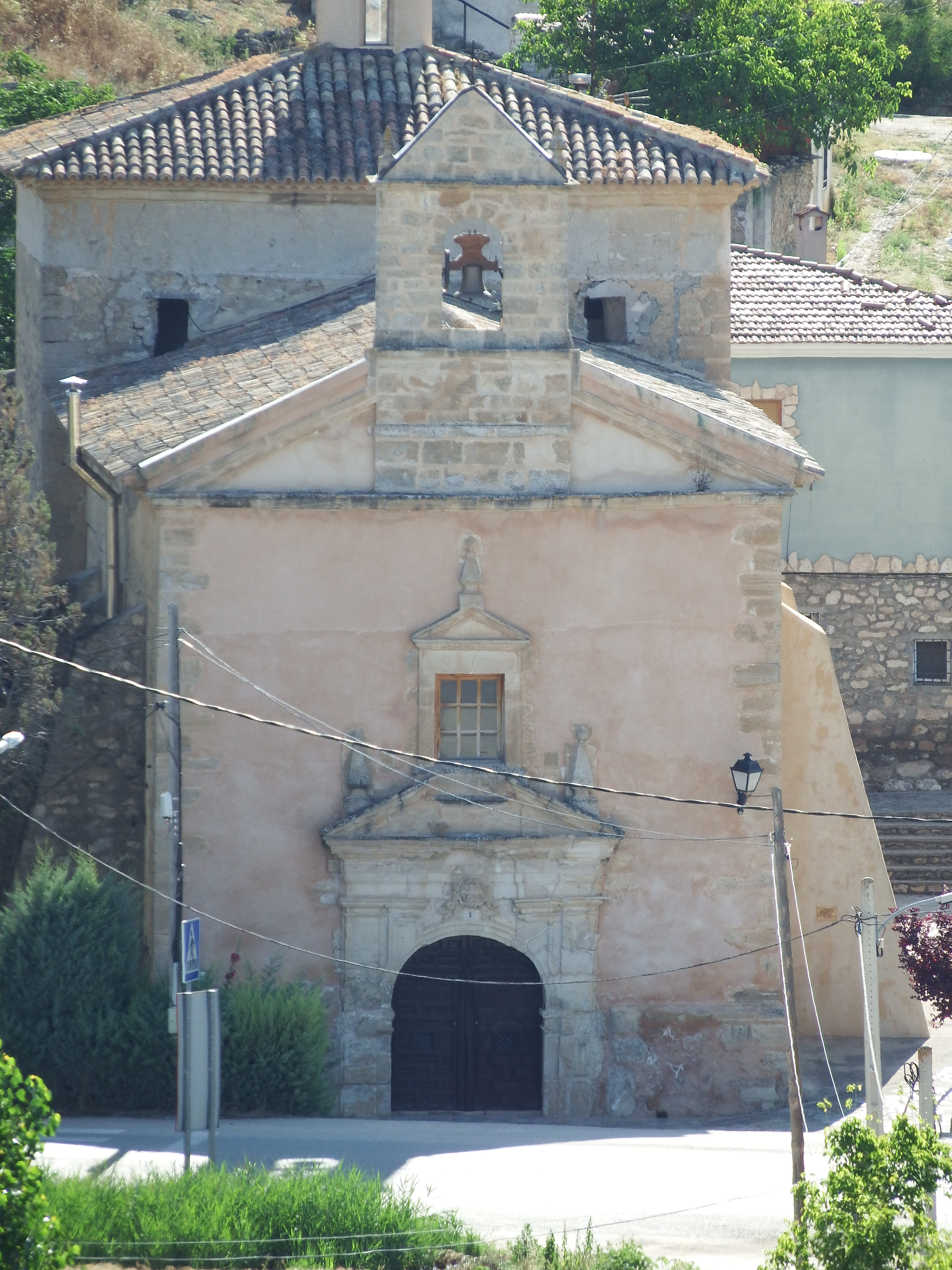
Kapelle der Unbefleckten Empfängnis
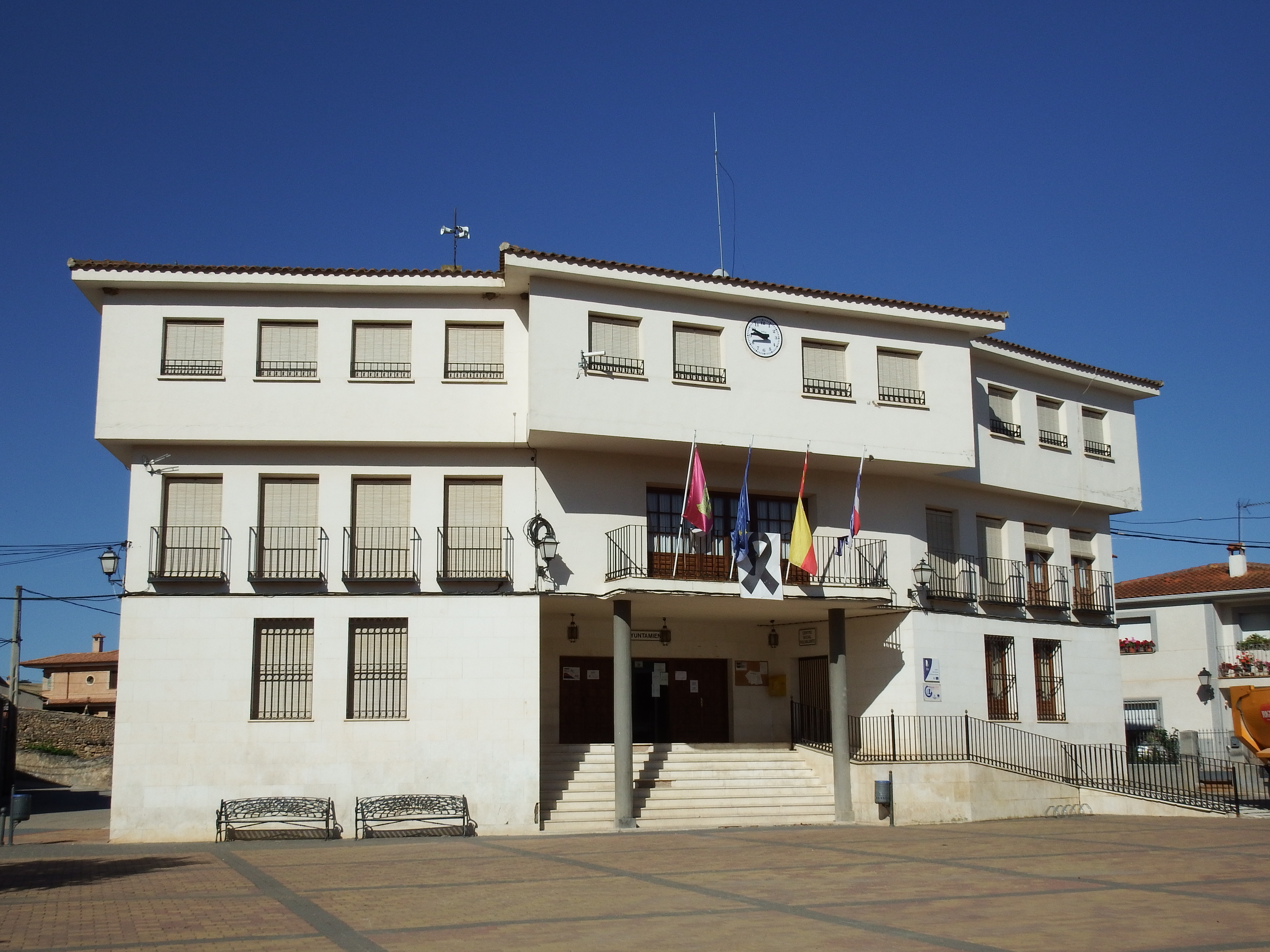
Rathaus